# Nati il 4 luglio
| Questa pagina contiene informazioni ricavate automaticamente dalle voci biografiche con l'ausilio del template Bio e di un bot. L'aggiornamento è periodico e automatico e ricostruisce completamente la pagina. Se manca una persona in questa lista, sei pregato di non aggiungerla, ma accertati piuttosto che la sua voce biografica contenga il template Bio e che i dati anagrafici siano correttamente compilati. Se il template Bio manca, inseriscilo tu stesso o, in alternativa, metti l'avviso {{tmp\|Bio}} che ne segnala la mancanza. Se i dati riportati sono sbagliati, correggi direttamente la voce biografica; le modifiche saranno visibili in questa lista entro pochi giorni. Per chiarimenti vedi il progetto biografie. La lista contiene solo le 1.139 persone che sono citate nell'enciclopedia e per le quali è stato implementato correttamente il template Bio. Pagina aggiornata al 17 ago 2025. |

## I secolo(1)
- 68 - Salonia Matidia, romana († 119)

## XI secolo(1)
- 1095 - Usama ibn Munqidh, storico, letterato e politico arabo († 1188)

## XIV secolo(1)
- 1330 - Ashikaga Yoshiakira, militare giapponese († 1367)

## XV secolo(3)
- 1428 - Filippo Strozzi il Vecchio, banchiere italiano († 1491)
- 1466 - Guglielmo I d'Assia, nobile († 1515)
- 1477 - Giovanni Aventino, storico e filologo tedesco († 1534)

## XVI secolo(11)
- 1509 - Magnus III di Meclemburgo, principe († 1550)
- 1515 - Eleonora d'Este, nobildonna italiana († 1575)
- 1523 - Vicino Orsini, nobile e militare italiano († 1585)
- 1535 - Guglielmo il Giovane di Brunswick-Lüneburg, duca tedesco († 1592)
- 1539 - Ludovico VI del Palatinato, nobile tedesco († 1583)
- 1541 - Abe Masakatsu, militare giapponese († 1600)
- 1546 - Murad III, sultano ottomano († 1595)
- 1552 - Massimiliana Maria di Wittelsbach, nobile tedesca († 1614)
- 1585 - Jean Prévost, medico e botanico svizzero († 1631)
- 1587 - Maddalena di Baviera, nobile tedesca († 1628)
- 1595 - Félix Castello, pittore spagnolo († 1651)

## XVII secolo(11)
- 1610 - Giovanni Battista Casoni, pittore italiano († 1686)
- 1622 - Pierre Boucher, esploratore francese († 1717)
- 1630 - Jean Raon, scultore e insegnante francese († 1707)
- 1644 - Josceline Percy, XI conte di Northumberland, conte britannico († 1670)
- 1658 - Raimund Faltz, orafo, intagliatore e miniatore svedese († 1703)
- 1665 - Anna di Schleswig-Holstein-Sonderburg-Wiesenburg, nobildonna tedesca († 1748)
- 1677 - Pier Luigi Carafa, cardinale e arcivescovo cattolico italiano († 1755)
- 1682 - Amédée François Frézier, ingegnere francese († 1773)
- 1688 - Giuseppe Maria Imbonati, letterato e mecenate italiano († 1768)
- 1690 - Donato II Silva, nobile, letterato e mecenate italiano († 1779)
- 1694 - Claudio Francesco Beaumont, pittore italiano († 1766)

## XVIII secolo(37)
- 1706 - Giambettino Cignaroli, pittore italiano († 1770)
- 1709 - Antonio Orgiazzi, pittore italiano († 1788)
- 1710 - Thomas Hay, politico scozzese († 1787)
- 1715 - Christian Fürchtegott Gellert, poeta, scrittore e filosofo tedesco († 1769)
- 1715 - Charles François Hutin, pittore, incisore e scultore francese († 1776)
- 1721 - Girolamo Ascanio Giustinian, politico e diplomatico italiano († 1791)
- 1721 - Giovanni Gonzaga, nobile italiano († 1794)
- 1727 - Hedvig Elizabeth von Biron, nobildonna russa († 1797)
- 1731 - António Dinis da Cruz e Silva, poeta e magistrato portoghese († 1799)
- 1734 - Jean-Henri Riesener, ebanista francese († 1806)
- 1744 - Samuel Gottlieb Gmelin, botanico, ornitologo e esploratore tedesco († 1774)
- 1744 - Francesco Pietro Raccamarich, vescovo cattolico e nobile dalmata († 1815)
- 1751 - Giuseppe Ceracchi, scultore italiano († 1801)
- 1753 - Jean-Pierre Blanchard, pioniere dell'aviazione e inventore francese († 1809)
- 1754 - Giulio de' Rossi, vescovo cattolico italiano († 1833)
- 1756 - William Rush, scultore statunitense († 1833)
- 1756 - Louis Marie Turreau, generale francese († 1816)
- 1758 - Charles-Xavier Franqueville d'Abancourt, politico e nobile francese († 1792)
- 1762 - Marco Santucci, compositore e teorico musicale italiano († 1843)
- 1764 - Antonio Gonzales, organista e compositore italiano († 1830)
- 1765 - Pierre Dupont de l'Étang, generale e politico francese († 1840)
- 1766 - Julie von Voss, nobildonna tedesca († 1789)
- 1767 - John Adams, marinaio britannico († 1829)
- 1767 - Kyokutei Bakin, scrittore giapponese († 1848)
- 1767 - Pietro Senn, imprenditore francese († 1838)
- 1769 - Louis-Luc Loiseau de Persuis, compositore, violinista e direttore d'orchestra francese († 1819)
- 1771 - Martín Rodríguez, politico argentino († 1845)
- 1780 - Rudolf von Lützow, diplomatico austriaco († 1858)
- 1781 - Alexander von Benckendorff, generale russo († 1844)
- 1786 - Giannandrea Romeo, patriota italiano († 1862)
- 1787 - Guillaume Isidore, funzionario e politico francese († 1861)
- 1790 - George Everest, geografo e cartografo britannico († 1866)
- 1790 - Moritz von Hirschfeld, generale prussiano († 1859)
- 1790 - Agostino Reale, giurista e patriota italiano († 1855)
- 1795 - Karl Eichwald, geologo, esploratore e naturalista russo († 1876)
- 1796 - Karl Maria von Aretin, storico, diplomatico e politico tedesco († 1868)
- 1799 - Oscar I di Svezia, sovrano francese († 1859)

## XIX secolo(151)
- 1801 - Isabella Maria di Braganza, principessa portoghese († 1876)
- 1802 - Josef Labitzki, compositore, violinista e direttore d'orchestra boemo († 1881)
- 1802 - Romualdo Tecco, diplomatico italiano († 1867)
- 1803 - Julius Leopold Eduard Avé-Lallemant, botanico e entomologo tedesco († 1867)
- 1803 - Pierre Bonhomme, presbitero francese († 1861)
- 1804 - Friedrich Moritz von Burger, nobile austriaco († 1873)
- 1804 - Nathaniel Hawthorne, scrittore statunitense († 1864)
- 1804 - Joseph Streiter, politico, avvocato e scrittore austriaco († 1873)
- 1805 - Ludwig Karl Georg Pfeiffer, botanico e patologo tedesco († 1877)
- 1807 - Francesco De Blasiis, politico italiano († 1873)
- 1807 - Giuseppe Garibaldi, generale, politico e patriota italiano († 1882)
- 1808 - Pietro Roselli, generale italiano († 1885)
- 1810 - Léon Alvarado, politico honduregno († 1870)
- 1810 - Giuseppe Antonacci, politico italiano († 1877)
- 1812 - Lorenzo Vela, scultore svizzero († 1897)
- 1813 - Giacomo Caneva, fotografo e pittore italiano († 1865)
- 1814 - Giambattista Collacchioni, politico italiano († 1895)
- 1816 - Laureano Figuerola, economista e politico spagnolo († 1903)
- 1819 - John Henry Gurney, ornitologo e banchiere britannico († 1890)
- 1821 - Aristodemo Ficalbi, ingegnere e politico italiano († 1894)
- 1822 - Eugène Guillaume, scultore e critico d'arte francese († 1905)
- 1824 - Leone Giraldoni, baritono italiano († 1897)
- 1824 - María de la Concepción y Bellonio Pignatelli de Aragon, nobildonna spagnola († 1859)
- 1825 - Giuseppe Ariassi, pittore italiano († 1906)
- 1825 - Hélène Bertaux, scultrice e attivista francese († 1909)
- 1825 - George Adalbert von Mülverstedt, archivista, filologo e numismatico tedesco († 1914)
- 1826 - Stephen Foster, compositore statunitense († 1864)
- 1828 - Wilhelm Ahlwardt, arabista tedesco († 1909)
- 1828 - James Johnston Pettigrew, generale statunitense († 1863)
- 1829 - Bohuslaw Chotek von Chotkow, nobile e diplomatico boemo († 1896)
- 1830 - Giuseppe Levi, banchiere e filantropo italiano († 1909)
- 1831 - Salvatore Ottolenghi, avvocato e politico italiano († 1895)
- 1834 - Christopher Dresser, designer scozzese († 1904)
- 1834 - Frank McCoppin, politico statunitense († 1897)
- 1835 - Moritz Benedikt, neurologo austro-ungarico († 1920)
- 1835 - Paul-François Puginier, vescovo cattolico e missionario francese († 1892)
- 1835 - George Stuart White, militare britannico († 1912)
- 1837 - Carolus-Duran, pittore francese († 1917)
- 1837 - Sophus Mads Jørgensen, chimico danese († 1914)
- 1837 - Wilhelm Anton Neumann, religioso e archeologo austriaco († 1919)
- 1840 - Eugenio Tano, pittore e patriota italiano († 1914)
- 1841 - Pierre-Louis Cavagnari, diplomatico e militare inglese († 1879)
- 1841 - William Thierry Preyer, psicologo e fisiologo tedesco († 1897)
- 1842 - Hermann Cohen, filosofo tedesco († 1918)
- 1843 - Francis Jourde, politico francese († 1893)
- 1844 - Edmonia Lewis, scultrice statunitense († 1907)
- 1845 - Thomas John Barnardo, filantropo irlandese († 1905)
- 1845 - Pál Szinyei Merse, pittore e politico ungherese († 1920)
- 1849 - John Joyce, irlandese († 1931)
- 1849 - Fernand de Langle de Cary, generale francese († 1927)
- 1849 - Vladimir Vasil'evič Smirnov, generale russo († 1918)
- 1850 - Clemente Benedettucci, religioso, letterato e bibliotecario italiano († 1949)
- 1850 - Raffaele Esposito, cuoco italiano († 1923)
- 1850 - Bartolomeo Lagumina, vescovo cattolico, arabista e orientalista italiano († 1931)
- 1852 - Alfred Grünfeld, pianista e compositore austriaco († 1921)
- 1853 - Piero Giacosa, entomologo e medico italiano († 1928)
- 1854 - Victor Babeș, batteriologo e medico romeno († 1926)
- 1854 - Giuliano Corniani, ingegnere e politico italiano († 1919)
- 1854 - Alexandru Marghiloman, politico rumeno († 1925)
- 1855 - Vlaho Bukovac, pittore croato († 1922)
- 1855 - Francis Sparks, calciatore inglese († 1934)
- 1856 - Edmond Coignet, ingegnere e imprenditore francese († 1915)
- 1857 - Karel Pařík, architetto ceco († 1942)
- 1857 - Joseph Pennell, incisore, litografo e scrittore statunitense († 1926)
- 1858 - Margaret Gathorne-Hardy, nobildonna inglese († 1943)
- 1858 - Joseph de Caraman Chimay, schermidore francese († 1937)
- 1859 - Vittorio Alinari, fotografo italiano († 1932)
- 1859 - Charles Diehl, bizantinista francese († 1944)
- 1863 - Hugo Winckler, archeologo e storico tedesco († 1913)
- 1864 - Gaetano Basile, medico e igienista italiano († 1952)
- 1864 - August Borchard, chirurgo tedesco († 1940)
- 1865 - Albino Pella, vescovo cattolico italiano († 1940)
- 1865 - Camillo Ricchiardi, militare, avventuriero e giornalista italiano († 1940)
- 1865 - Sarah Wilson, giornalista e scrittrice inglese († 1929)
- 1867 - Gaudenzio Fantoli, ingegnere e politico italiano († 1940)
- 1867 - Adolfo Leoncini, generale italiano († 1957)
- 1867 - Girolamo Orefici, politico e avvocato italiano († 1932)
- 1868 - Johannes van Dijk, canottiere olandese († 1938)
- 1868 - Henrietta Swan Leavitt, astronoma statunitense († 1921)
- 1869 - Epaminondas Nunes de Ávila e Silva, vescovo cattolico brasiliano († 1935)
- 1870 - Albert Sechehaye, linguista svizzero († 1946)
- 1871 - Hubert Cecil Booth, ingegnere inglese († 1955)
- 1872 - Arturo Aly Belfàdel, glottologo e esperantista italiano († 1945)
- 1872 - Calvin Coolidge, politico statunitense († 1933)
- 1873 - Paolito Somazzi, architetto svizzero († 1914)
- 1875 - Paul Ernst Levy, chimico tedesco († 1956)
- 1876 - William Farnum, attore statunitense († 1953)
- 1877 - Giovanni Santini, politico italiano († 1929)
- 1877 - Clifford M. Walker, politico statunitense († 1954)
- 1879 - Edward Boulden, attore statunitense († 1937)
- 1880 - Paul Pascal, chimico francese († 1968)
- 1880 - Leda Rafanelli, politica, anarchica e scrittrice italiana († 1971)
- 1880 - Stellan Rye, regista e sceneggiatore danese († 1914)
- 1880 - Vojtech Tuka, politico slovacco († 1946)
- 1881 - Ernő Schubert, lunghista e velocista ungherese († 1931)
- 1882 - Jurij Larin, rivoluzionario, politico e economista russo († 1932)
- 1882 - Maud MacCarthy, violinista, cantante e teosofa irlandese († 1967)
- 1882 - Agostino Mancinelli, arcivescovo cattolico italiano († 1962)
- 1882 - Camillo Rosso, generale italiano († 1973)
- 1882 - Wally Webb, pugile britannico († 1949)
- 1882 - Essie Whitman, cantante statunitense († 1963)
- 1883 - Rube Goldberg, fumettista statunitense († 1970)
- 1883 - Lucy Diggs Slowe, educatrice, tennista e attivista statunitense († 1937)
- 1883 - Maksimilian Štejnberg, compositore lituano († 1946)
- 1884 - Silvio Benedetti, commediografo italiano († 1951)
- 1884 - Gustaf Bergström, calciatore svedese († 1938)
- 1884 - Pauline Carton, attrice francese († 1974)
- 1884 - Carlo Leopoldo Conighi, architetto italiano († 1972)
- 1884 - Mabel McConnell FitzGerald, irlandese († 1958)
- 1884 - Gustaf Malmström, lottatore svedese († 1970)
- 1885 - Carlo Benetti, attore e produttore cinematografico italiano († 1949)
- 1885 - Henry Bucknall, canottiere britannico († 1962)
- 1885 - Sergej Aleksandrovič Goleniščev-Kutuzov, ufficiale russo († 1950)
- 1886 - Heinrich Kaminski, compositore tedesco († 1946)
- 1887 - Pio Pion, imprenditore italiano († 1965)
- 1887 - Giuseppe Riccobaldi del Bava, pittore e illustratore italiano († 1976)
- 1888 - Henry Armetta, attore italiano († 1945)
- 1888 - Harold Burrough, ammiraglio britannico († 1977)
- 1888 - Dolores Cassinelli, attrice statunitense († 1984)
- 1888 - Aldo Rossini, militare e politico italiano († 1977)
- 1889 - Joseph Ruttenberg, direttore della fotografia russo († 1983)
- 1890 - Giuseppe Citanna, critico letterario italiano († 1978)
- 1890 - Giuseppe Ricci, politico e partigiano italiano († 1972)
- 1891 - Manuel T. Gonzaullas, agente di polizia statunitense († 1977)
- 1891 - Boris Andreevič Lavrenëv, scrittore e commediografo sovietico († 1959)
- 1891 - Jean Rodier, nuotatore e pallanuotista francese († 1965)
- 1892 - Russell A. Gausman, scenografo statunitense († 1963)
- 1892 - Henry Mullinnix, aviatore e ammiraglio statunitense († 1943)
- 1892 - Camille Verfaillie, missionario e vescovo cattolico belga († 1980)
- 1894 - Doc Carlson, giocatore di football americano, allenatore di pallacanestro e giocatore di baseball statunitense († 1964)
- 1895 - Irving Caesar, compositore e paroliere statunitense († 1996)
- 1895 - Massimo Campigli, pittore italiano († 1971)
- 1896 - Mao Dun, scrittore e critico letterario cinese († 1981)
- 1896 - Antonio Marovelli, ginnasta italiano († 1943)
- 1897 - Costică Acsinte, fotografo rumeno († 1987)
- 1897 - Tullio Zanardi, calciatore italiano
- 1897 - Cornelis van Eesteren, architetto e urbanista olandese († 1988)
- 1898 - Werner von Bülow, militare tedesco († 1943)
- 1898 - Fernando Canestrelli, calciatore italiano († 1957)
- 1898 - Gertrude Lawrence, attrice e cantante britannica († 1952)
- 1898 - Gulzarilal Nanda, politico indiano († 1998)
- 1898 - Ferdinando Reggiori, architetto, archeologo e restauratore italiano († 1976)
- 1898 - Gertrude Weaver, supercentenaria statunitense († 2015)
- 1899 - Alfredo Lucchesi, calciatore italiano († 1984)
- 1899 - Herbert Lunde, calciatore norvegese († 1966)
- 1899 - Benjamin Péret, poeta francese († 1959)
- 1899 - Austin Warren, critico letterario statunitense († 1986)
- 1900 - Robert Desnos, poeta e scrittore francese († 1945)
- 1900 - Rinaldo Morchio, calciatore italiano († 1960)
- 1900 - Adolph Alexander Noser, arcivescovo cattolico statunitense († 1981)
- 1900 - Fritz Günther von Tschirschky, politico tedesco († 1980)

## XX secolo(896)
- 1901 - Cesare Angelini, politico e sindacalista italiano († 1974)
- 1901 - Curtis Shears, schermidore statunitense († 1988)
- 1901 - Bruno Ubertini, veterinario italiano († 1973)
- 1902 - Vince Barnett, attore statunitense († 1977)
- 1902 - Meyer Lansky, mafioso russo († 1983)
- 1902 - George Murphy, attore e ballerino statunitense († 1992)
- 1902 - Abe Saperstein, imprenditore, dirigente sportivo e allenatore di pallacanestro statunitense († 1966)
- 1902 - Erik Tuxen, direttore d'orchestra e compositore danese († 1957)
- 1903 - Corrado Bafile, cardinale e arcivescovo cattolico italiano († 2005)
- 1903 - Lotte Bergtel-Schleif, bibliotecaria tedesca († 1965)
- 1903 - Rudolf Breslauer, fotografo tedesco († 1945)
- 1903 - Howard Hobson, cestista, giocatore di baseball e allenatore di pallacanestro statunitense († 1991)
- 1903 - Flor Peeters, organista, compositore e docente belga († 1986)
- 1903 - Vernon Sewell, regista britannico († 2001)
- 1904 - Angela Baddeley, attrice britannica († 1976)
- 1904 - Agostino Gamba, arbitro di calcio, dirigente sportivo e calciatore italiano († 1988)
- 1904 - Vittore Raccanelli, ufficiale italiano († 1942)
- 1904 - William Smith, pugile sudafricano († 1955)
- 1904 - Rens Vis, calciatore olandese († 1993)
- 1905 - Robert Hankey, II barone Hankey, diplomatico inglese († 1996)
- 1905 - Miguel Mármol, sindacalista e rivoluzionario salvadoregno († 1993)
- 1905 - Alfredo Parente, storico e critico musicale italiano († 1985)
- 1905 - John Roselli, mafioso italiano († 1976)
- 1905 - Bruno Sereni, giornalista, scrittore e antifascista italiano († 1986)
- 1905 - Lionel Trilling, critico letterario, scrittore e insegnante statunitense († 1975)
- 1906 - Livio Fabro, calciatore italiano († 1983)
- 1906 - Kurts Strazdiņš, calciatore lettone († 1955)
- 1906 - Guglielmo di Prussia, principe tedesco († 1940)
- 1907 - John Anderson, discobolo statunitense († 1948)
- 1907 - Thomas Carr, attore e regista statunitense († 1997)
- 1907 - Ugo Fasano, regista italiano († 2002)
- 1907 - Gordon Griffith, attore statunitense († 1958)
- 1907 - Bohumil Joska, calciatore cecoslovacco († 1979)
- 1907 - George More O'Ferrall, regista, produttore televisivo e produttore cinematografico britannico († 1982)
- 1908 - Adolfo Casais Monteiro, poeta, scrittore e critico letterario portoghese († 1972)
- 1908 - Aurelio Peccei, dirigente d'azienda, imprenditore e partigiano italiano († 1984)
- 1909 - Tommaso Bordonaro, scrittore italiano († 2000)
- 1909 - Robert Burks, direttore della fotografia statunitense († 1968)
- 1909 - Renato Einaudi, matematico e fisico italiano († 1976)
- 1909 - Johannes van der Ploeg, presbitero e teologo olandese († 2004)
- 1910 - Giuseppe Borea, presbitero e partigiano italiano († 1945)
- 1910 - Aurelio Angelo Colleoni, politico italiano († 1973)
- 1910 - Champion Jack Dupree, pianista e cantante statunitense († 1992)
- 1910 - Gloria Stuart, attrice e pittrice statunitense († 2010)
- 1910 - Erwin Stührk, calciatore tedesco († 1942)
- 1910 - Henry de Rancourt de Mimérand, generale e aviatore francese († 1992)
- 1911 - Said Aql, poeta e politico libanese († 2014)
- 1911 - Pierre Boël, cestista francese († 1968)
- 1911 - Malte Jaeger, attore e direttore teatrale tedesco († 1991)
- 1911 - Mitch Miller, compositore, cantante e direttore d'orchestra statunitense († 2010)
- 1911 - Francesco Molinari Pradelli, direttore d'orchestra e collezionista d'arte italiano († 1996)
- 1911 - Luigi Monti, aviatore italiano († 1980)
- 1911 - Ng Cho-fan, attore, regista e produttore cinematografico hongkonghese († 1993)
- 1911 - Frederick Seitz, fisico statunitense († 2008)
- 1912 - Gillis Andersson, calciatore svedese († 1988)
- 1912 - Arad McCutchan, allenatore di pallacanestro statunitense († 1993)
- 1912 - Viviane Romance, attrice e danzatrice francese († 1991)
- 1912 - John Terpak, sollevatore statunitense († 1993)
- 1912 - Edward Vissers, ciclista su strada belga († 1994)
- 1913 - Haydn Hill, calciatore inglese († 1992)
- 1913 - Josephine Joseph, attrice e circense austriaca († 1966)
- 1913 - Leon Lishner, basso-baritono e insegnante statunitense († 1995)
- 1913 - Terzo Lori, partigiano italiano († 1944)
- 1913 - Esa Seeste, ginnasta finlandese († 1997)
- 1913 - Ulderico Sergo, pugile italiano († 1967)
- 1913 - Barbara Weeks, attrice e ballerina statunitense († 2003)
- 1914 - Nuccio Bertone, imprenditore italiano († 1997)
- 1914 - Enrica Dyrell, attrice tedesca († 2006)
- 1914 - Francesco Fuschini, presbitero e scrittore italiano († 2006)
- 1914 - Baruch Korff, rabbino statunitense († 1995)
- 1914 - Osvaldo Tordi, pittore italiano († 1949)
- 1914 - Mary Wills, costumista statunitense († 1997)
- 1915 - Helmut Hudel, ufficiale tedesco († 1985)
- 1915 - Harold E. Johns, fisico e medico canadese († 1998)
- 1915 - Christine Lavant, poetessa e scrittrice austriaca († 1973)
- 1915 - Mike McMichael, cestista statunitense († 1997)
- 1915 - Alberto del Río Chaviano, generale cubano († 1978)
- 1915 - Timmie Rogers, comico, cantautore e attore statunitense († 2006)
- 1916 - Filippo Foti, militare italiano († 1967)
- 1916 - Iva Toguri D'Aquino, conduttrice radiofonica statunitense († 2006)
- 1917 - Dmitrij Konstantinovič Beljaev, genetista e zoologo sovietico († 1985)
- 1917 - Siegfried Joksch, calciatore austriaco († 2006)
- 1917 - Manolete, torero spagnolo († 1947)
- 1918 - Edward Craven Walker, inventore britannico († 2000)
- 1918 - John Elliot, scrittore, sceneggiatore e regista britannico († 1997)
- 1918 - Pavel Davidovič Kogan, poeta russo († 1942)
- 1918 - Eppie Lederer, opinionista statunitense († 2002)
- 1918 - Johnnie Parsons, pilota automobilistico statunitense († 1984)
- 1918 - Luís Atílio Pennacchi, calciatore brasiliano
- 1918 - Pauline Phillips, giornalista, opinionista e scrittrice statunitense († 2013)
- 1918 - Tāufaʻāhau Tupou IV, re tongano († 2006)
- 1919 - Alido Grisanti, calciatore italiano († 2004)
- 1919 - Gerd Hagman, attrice svedese († 2011)
- 1919 - Agenore Incrocci, sceneggiatore italiano († 2005)
- 1919 - Türkan Hanimsultan, principessa ottomana († 1989)
- 1920 - René Debrie, linguista e lessicografo francese († 1989)
- 1920 - Alfredo Di Dio, partigiano e militare italiano († 1944)
- 1920 - Francisco Hormazábal, allenatore di calcio e calciatore cileno († 1990)
- 1920 - Gaetano Macchiaroli, editore e antifascista italiano († 2005)
- 1920 - Giacomo Samuele Mazzoli, politico italiano († 1983)
- 1920 - Leona Helmsley, imprenditrice statunitense († 2007)
- 1920 - Gennaro Pistilli, commediografo italiano
- 1921 - Paolo Boringhieri, editore italiano († 2006)
- 1921 - Gérard Debreu, economista francese († 2004)
- 1921 - Karl Aage Hansen, calciatore danese († 1990)
- 1921 - John Hart, ballerino, coreografo e direttore artistico britannico († 2015)
- 1921 - Enzo Mantovani, ingegnere e imprenditore italiano († 2001)
- 1921 - Madelon Mason, attrice e modella statunitense († 2001)
- 1921 - Stein Rokkan, politologo e sociologo norvegese († 1979)
- 1921 - Philip Rose, produttore teatrale, librettista e regista teatrale statunitense († 2011)
- 1921 - Tibor Varga, violinista, direttore d'orchestra e pedagogo ungherese († 2003)
- 1921 - Eileen Younghusband, militare inglese († 2016)
- 1922 - Al Lucas, cestista statunitense († 1995)
- 1922 - Giovanni Punteri, calciatore italiano
- 1922 - Felice Trabacchi, politico italiano († 2008)
- 1923 - Telemaco Arcangeli, marciatore italiano († 1998)
- 1923 - Rudolf Friedrich, politico svizzero († 2013)
- 1923 - George Mostow, matematico statunitense († 2017)
- 1923 - Jimmy Reese, cestista statunitense († 2010)
- 1924 - Lidija Alekseeva, cestista e allenatrice di pallacanestro sovietica († 2014)
- 1924 - Chink Crossin, cestista statunitense († 1981)
- 1924 - Vito Cusumano, ingegnere e politico italiano († 1999)
- 1924 - Delia Fiallo, scrittrice, sceneggiatrice e autrice televisiva cubana († 2021)
- 1924 - Fernando Romeo Lucas García, generale e politico guatemalteco († 2006)
- 1924 - Henghel Gualdi, clarinettista, sassofonista e compositore italiano († 2005)
- 1924 - Erich Linder, austriaco († 1983)
- 1924 - Oldřich Lipský, regista e sceneggiatore ceco († 1986)
- 1924 - Maurice Owen, calciatore inglese († 2000)
- 1924 - Eva Marie Saint, attrice statunitense
- 1924 - Sveinbjörn Beinteinsson, religioso e scrittore islandese († 1993)
- 1925 - Cathy Berberian, mezzosoprano, compositrice e traduttrice statunitense († 1983)
- 1925 - Jacques Fabbri, attore e regista francese († 1997)
- 1925 - Eric Fleming, attore statunitense († 1966)
- 1925 - Dorothy Head Knode, tennista statunitense († 2015)
- 1925 - Peggy Milner, cestista canadese († 2016)
- 1925 - Ivo Perišin, politico croato († 2008)
- 1925 - Walter Sabatelli, pittore italiano († 1997)
- 1925 - Jacques Vidal, storico delle religioni e presbitero francese († 1987)
- 1926 - Paolo Cavara, regista e sceneggiatore italiano († 1982)
- 1926 - Antonio Del Duca, politico italiano († 2021)
- 1926 - Alfredo Di Stéfano, calciatore e allenatore di calcio argentino († 2014)
- 1926 - Helmut Rix, linguista e etruscologo tedesco († 2004)
- 1926 - Wolfgang Seidel, pilota di Formula 1 tedesco († 1987)
- 1927 - Ezio Bruno Caraceni, scultore e pittore italiano († 1986)
- 1927 - Teresita Castillo, veggente filippina († 2017)
- 1927 - Giuseppe Farina, calciatore italiano († 1995)
- 1927 - Elias Gyftopoulos, ingegnere greco († 2012)
- 1927 - Gina Lollobrigida, attrice e artista italiana († 2023)
- 1927 - Neil Simon, drammaturgo e sceneggiatore statunitense († 2018)
- 1928 - Giampiero Boniperti, calciatore, dirigente sportivo e politico italiano († 2021)
- 1928 - Julio César Gully, ex cestista uruguaiano
- 1928 - Peter Mander, velista neozelandese († 1998)
- 1928 - Jürgen Kurt Moser, matematico tedesco († 1999)
- 1929 - Darío Castrillón Hoyos, cardinale e arcivescovo cattolico colombiano († 2018)
- 1929 - Dominick Cirillo, mafioso statunitense († 2024)
- 1929 - Sergio Civinini, giornalista e scrittore italiano († 1987)
- 1929 - Al Davis, allenatore di football americano statunitense († 2011)
- 1929 - Jean Desforges, lunghista, ostacolista e velocista britannica († 2013)
- 1929 - Sandro Medolago, calciatore italiano († 2020)
- 1930 - Frunzik Mkrtčjan, attore e regista teatrale sovietico († 1993)
- 1930 - Johnny Saxton, pugile statunitense († 2008)
- 1930 - Jurij Tjukalov, canottiere sovietico († 2018)
- 1931 - Stephen Boyd, attore britannico († 1977)
- 1931 - Franca D'Alessandro Prisco, politica italiana
- 1931 - Jean Dondelinger, funzionario, diplomatico e politico lussemburghese († 2004)
- 1931 - Fulvio Fonda, calciatore italiano († 2011)
- 1931 - Boris Gutnikov, violinista sovietico († 1986)
- 1931 - Sébastien Japrisot, scrittore, sceneggiatore e traduttore francese († 2003)
- 1931 - Juhani Kyöstilä, cestista finlandese († 2010)
- 1931 - Felice Schiavi, baritono italiano († 2019)
- 1931 - Vincenzo Speziali, politico italiano († 2016)
- 1932 - Angelo Buratti, allenatore di calcio e calciatore italiano († 2017)
- 1932 - Frank Butler, pallanuotista sudafricano († 2015)
- 1932 - Giuliano Carnimeo, regista e sceneggiatore italiano († 2016)
- 1932 - Enrique Congrains Martín, scrittore peruviano († 2009)
- 1932 - Hamid Reza Pahlavi, principe iraniano († 1992)
- 1932 - Antonio Rubbi, politico italiano
- 1933 - Lars Monrad-Krohn, ingegnere e imprenditore norvegese
- 1933 - Miriam Stevenson, modella statunitense
- 1934 - James Hamilton, V duca di Abercorn, nobile e politico britannico
- 1934 - Masatoshi Wakabayashi, politico e funzionario giapponese († 2023)
- 1934 - Colin Welland, attore e sceneggiatore britannico († 2015)
- 1935 - Keinosuke Enoeda, karateka e maestro di karate giapponese († 2003)
- 1935 - Narciso Ibáñez Serrador, regista uruguaiano († 2019)
- 1935 - Elena Leușteanu, ginnasta rumena († 2008)
- 1936 - Ralph Abraham, matematico statunitense († 2024)
- 1937 - Frans Aerenhouts, ciclista su strada belga († 2022)
- 1937 - Armenia Balducci, sceneggiatrice, attrice e regista italiana († 2022)
- 1937 - Tadahiko Chino, giocatore di go giapponese
- 1937 - Tucho De la Torre, calciatore spagnolo († 2017)
- 1937 - Haukur Halldórsson, pittore islandese († 2024)
- 1937 - Sonja Haraldsen, regina norvegese
- 1937 - Thomas Nagel, filosofo serbo
- 1937 - Richard Rhodes, storico, giornalista e scrittore statunitense
- 1938 - Vilikton Barannikov, pugile sovietico († 2007)
- 1938 - Harry Dowd, calciatore inglese († 2015)
- 1938 - Mike Mainieri, vibrafonista, compositore e produttore discografico statunitense
- 1938 - Masakatsu Miyamoto, calciatore e allenatore di calcio giapponese († 2002)
- 1938 - Ernie Pieterse, pilota automobilistico sudafricano († 2017)
- 1938 - Steven Rose, biologo britannico († 2025)
- 1938 - Bill Withers, cantante e musicista statunitense († 2020)
- 1938 - Alvise Zichichi, scacchista italiano († 2003)
- 1939 - Abdelmajid Chetali, ex calciatore tunisino
- 1939 - Kim Bong-hwan, ex calciatore nordcoreano
- 1939 - Pete Walker, regista, sceneggiatore e attore inglese
- 1940 - Bob Carmichael, tennista e allenatore di tennis australiano († 2003)
- 1940 - Deidre Catt, ex tennista britannica
- 1940 - Filip David, scrittore serbo († 2025)
- 1940 - Karolyn Grimes, attrice statunitense
- 1940 - Jürgen Heinsch, calciatore e allenatore di calcio tedesco orientale († 2022)
- 1940 - Antonio Matarrese, imprenditore, dirigente sportivo e politico italiano
- 1940 - Julio Numhauser, musicista cileno
- 1940 - Rupert von Plottnitz, avvocato e politico tedesco
- 1940 - Valentyn Symonenko, politico ucraino
- 1941 - Juan Botella, tuffatore messicano († 1970)
- 1941 - Jay Carty, cestista statunitense († 2017)
- 1941 - Sam Farr, politico statunitense
- 1941 - Germán Frers, architetto e velista argentino
- 1941 - Sergio Oliva, culturista e sollevatore cubano († 2012)
- 1941 - Giorgio Pasetto, politico italiano († 2022)
- 1941 - Digger Phelps, allenatore di pallacanestro statunitense
- 1941 - Tomaž Šalamun, poeta sloveno († 2014)
- 1941 - Ryūichi Sugiyama, ex calciatore giapponese
- 1942 - Floyd Little, giocatore di football americano statunitense († 2021)
- 1942 - Michael di Kent, principe britannico
- 1942 - Minnie Minoprio, scrittrice, attrice e cantante britannica
- 1942 - Sylvia Ruuska, nuotatrice statunitense († 2019)
- 1942 - Jorge Vargas Kerrigan, ex cestista peruviano
- 1943 - Emerson Boozer, ex giocatore di football americano statunitense
- 1943 - Milan Máčala, allenatore di calcio e ex calciatore cecoslovacco
- 1943 - Roger Maes, pallavolista belga († 2021)
- 1943 - Alberto Merlati, cestista e imprenditore italiano († 2024)
- 1943 - Simo Parpola, assiriologo finlandese
- 1943 - Riccardo Peloso, critico d'arte e giornalista italiano († 2012)
- 1943 - Geraldo Rivera, avvocato, giornalista e conduttore televisivo statunitense
- 1943 - Orestes Rodríguez, scacchista peruviano († 2024)
- 1943 - Ferdinando Scianna, fotografo e fotoreporter italiano
- 1943 - Heide Simonis, politica tedesca († 2023)
- 1943 - Fred Wesley, trombonista e compositore statunitense
- 1943 - Alan Wilson, chitarrista, cantante e armonicista statunitense († 1970)
- 1944 - Harvey Brooks, bassista statunitense
- 1944 - Eduardo Roberto Stinghen, ex calciatore brasiliano
- 1944 - Giovanni Fumagalli, ex calciatore italiano
- 1944 - Jaimy Gordon, scrittrice statunitense
- 1944 - Uroš Lajovic, direttore d'orchestra e direttore artistico sloveno
- 1944 - Mitsuki Nakamura, direttore artistico giapponese († 2011)
- 1944 - Heidi Pechstein, ex nuotatrice tedesca orientale
- 1944 - Eizō Yuguchi, calciatore giapponese († 2003)
- 1945 - Donald Alarie, scrittore canadese
- 1945 - Steinar Amundsen, canoista norvegese († 2022)
- 1945 - Conhé, ex calciatore e allenatore di calcio portoghese
- 1945 - Fernando Fattori, ex cestista italiano
- 1945 - Ágnes Hranitzky, montatrice e regista ungherese
- 1945 - Li Dong-woon, ex calciatore nordcoreano
- 1945 - Elio Parolini, ex calciatore italiano
- 1945 - John Allen Paulos, matematico statunitense
- 1945 - Stanisław Ryłko, cardinale e arcivescovo cattolico polacco
- 1945 - Sonia Scotti, doppiatrice, direttrice del doppiaggio e attrice italiana
- 1946 - Riccardo Berti, giornalista italiano († 2010)
- 1946 - Giovanni Brusatori, attore, doppiatore e dialoghista italiano
- 1946 - Jürg Fröhlich, fisico e matematico svizzero
- 1946 - Pearly Gates, cantante statunitense
- 1946 - Livio Horrakh, autore di fantascienza italiano
- 1946 - Ron Kovic, scrittore, attivista e ex militare statunitense
- 1946 - Gian Franco Lami, filosofo italiano († 2011)
- 1946 - Uroš Marović, pallanuotista jugoslavo († 2014)
- 1946 - Michael Milken, statunitense
- 1946 - Ed O'Ross, attore statunitense
- 1946 - Deki Yangzom Wangchuck, principessa bhutanese
- 1947 - Bobby Cremins, ex cestista e allenatore di pallacanestro statunitense
- 1947 - Vladimir Daniljuk, calciatore sovietico († 2024)
- 1947 - Michele Fazioli, giornalista e conduttore televisivo svizzero
- 1947 - Luca Giuliano, autore di giochi italiano
- 1947 - Robert Iscove, regista, coreografo e produttore televisivo canadese
- 1947 - Frank Lewis, ex giocatore di football americano statunitense
- 1947 - Jacques Morali, produttore discografico e compositore francese († 1991)
- 1947 - Carla Panerai, ex ostacolista italiana
- 1947 - Tato Russo, attore, scrittore e commediografo italiano
- 1948 - René Arnoux, ex pilota automobilistico francese
- 1948 - Gilbert Guyot, ex calciatore svizzero
- 1948 - Tommy Körberg, cantante e attore svedese
- 1948 - Eugenio Rendo, imprenditore italiano
- 1948 - Louis Raphaël I Sako, cardinale e patriarca cattolico iracheno
- 1948 - Jeremy Spencer, cantante e chitarrista britannico
- 1949 - Roberto Borroni, politico e giornalista italiano
- 1949 - Jean-Pierre Dirick, fumettista francese
- 1949 - Marina Donato, produttrice televisiva e autrice televisiva italiana († 2025)
- 1949 - Slavenka Drakulić, scrittrice e giornalista croata
- 1949 - Bob Giltinan, ex tennista australiano
- 1949 - Alain Glavieux, ingegnere francese († 2004)
- 1949 - Alex Miller, allenatore di calcio e ex calciatore scozzese
- 1949 - Åsmund Sandland, ex calciatore norvegese
- 1949 - Horst Seehofer, politico tedesco
- 1950 - Terry Brisley, ex calciatore inglese
- 1950 - Steven Sasson, ingegnere statunitense
- 1951 - John Alexander, politico e ex tennista australiano
- 1951 - Khajag Barsamian, arcivescovo armeno
- 1951 - Ralph Johnson, cantante, compositore e musicista statunitense
- 1951 - Kathleen Kennedy Townsend, politica e avvocato statunitense
- 1951 - Margherita Palli, scenografa svizzera
- 1951 - Giancarlo Scarchilli, regista e sceneggiatore italiano
- 1951 - Doug Somner, ex calciatore britannico
- 1951 - Slavica Đukić Dejanović, politica serba
- 1952 - Anne Kirkpatrick, cantautrice australiana
- 1952 - Pino Pellegrino, casting director italiano
- 1952 - Álvaro Uribe Vélez, politico e avvocato colombiano
- 1952 - John Waite, cantante inglese
- 1953 - Marcello Bazzana, saltatore con gli sci italiano († 2011)
- 1953 - Milan Chalupa, ex hockeista su ghiaccio cecoslovacco
- 1953 - Nicoletta Costa, scrittrice e disegnatrice italiana
- 1953 - Stefano Fava, truccatore italiano († 2011)
- 1953 - Santiago Formoso, ex calciatore statunitense
- 1953 - Mandy Morgan, ex tennista australiana
- 1954 - Malcolm Crosby, allenatore di calcio e ex calciatore inglese
- 1954 - Larry Van Kriedt, bassista e sassofonista statunitense
- 1954 - Lee Chang-dong, regista, sceneggiatore e politico sudcoreano
- 1954 - Marta Lucía Ramírez, politica e avvocata colombiana
- 1954 - Piernicola Silvis, scrittore e poliziotto italiano
- 1954 - Moshe Vardi, informatico israeliano
- 1955 - Antonietta Baistrocchi, cestista italiana († 1994)
- 1955 - Geoff Crompton, cestista statunitense († 2002)
- 1955 - Graeme Crosby, pilota motociclistico neozelandese
- 1955 - Leif Högström, ex schermidore svedese
- 1955 - Gianfranco Lazzer, ex velocista italiano
- 1955 - Kevin Nichols, ex pistard australiano
- 1955 - Maurizio Zipponi, politico e sindacalista italiano
- 1956 - Igor Gruppman, violinista e direttore d'orchestra ucraino
- 1956 - Dieter Kühn, allenatore di calcio e ex calciatore tedesco orientale
- 1956 - John R. Leonetti, direttore della fotografia, regista e produttore cinematografico statunitense
- 1957 - Pitof, regista, sceneggiatore e effettista francese
- 1957 - Jenny Drivala, soprano greco
- 1957 - Jörg Fischer, chitarrista tedesco
- 1957 - Doug Leone, imprenditore statunitense
- 1957 - Jawann Oldham, ex cestista statunitense
- 1957 - Jenny Seagrove, attrice britannica
- 1957 - Antonio Squicciarini, pittore italiano
- 1957 - Richard Frank Stika, vescovo cattolico statunitense
- 1957 - Fabio Vettori, disegnatore italiano
- 1957 - Chulabhorn Walailak di Thailandia, principessa thailandese
- 1958 - Giuseppe Diana, presbitero e attivista italiano († 1994)
- 1958 - Cristina García, scrittrice e giornalista statunitense
- 1958 - Elena Horvat, ex canottiera romena
- 1958 - Martine Liouche, ex sciatrice alpina francese
- 1958 - Deon Meyer, giornalista, scrittore e sceneggiatore sudafricano
- 1958 - Leo Müller, politico, avvocato e notaio svizzero
- 1958 - Orlando Roa Barbosa, arcivescovo cattolico colombiano
- 1958 - Finn Taylor, regista statunitense
- 1958 - Carl Valentine, allenatore di calcio e ex calciatore canadese
- 1959 - Victoria Abril, attrice e cantante spagnola
- 1959 - Souad Amidou, attrice francese
- 1959 - Romolo Benvenuto, politico italiano
- 1959 - Angelo Galasso, stilista italiano
- 1959 - Eiríkur Hauksson, cantante islandese
- 1959 - Paola Nazzaro, costumista italiana
- 1959 - Daniel Fernando Sturla Berhouet, cardinale e arcivescovo cattolico uruguaiano
- 1960 - Anna Cristina Serra, poetessa e drammaturga italiana
- 1960 - Caroline Attia, ex sciatrice alpina francese
- 1960 - Enrico Bertolino, comico, cabarettista e conduttore televisivo italiano
- 1960 - Buenaventura Ferreira, ex calciatore paraguaiano
- 1960 - Phil Hogan, politico irlandese
- 1960 - Craig S. Keener, biblista statunitense
- 1960 - Jan Kollwitz, attore e ceramista tedesco
- 1960 - Rosa Mogliasso, scrittrice italiana († 2024)
- 1960 - Roberto Piccioli, giocatore di baseball italiano
- 1960 - Roland Ratzenberger, pilota automobilistico austriaco († 1994)
- 1960 - Barry Windham, ex wrestler statunitense
- 1961 - Valerio Aiolli, scrittore e romanziere italiano
- 1961 - Wolf Bachofner, attore e attore teatrale austriaco
- 1961 - Daniele Campani, batterista italiano
- 1961 - Margaret Edson, drammaturga statunitense
- 1961 - Brendan Eich, informatico statunitense
- 1961 - Ted Elliott, sceneggiatore statunitense
- 1961 - Richard Garriott, autore di videogiochi e ex astronauta britannico
- 1961 - Valentin Valentinovič Ivanov, ex arbitro di calcio russo
- 1961 - M. M. Keeravani, compositore, cantante e paroliere indiano
- 1961 - Karin Konoval, attrice statunitense
- 1961 - Husref Musemić, allenatore di calcio e ex calciatore bosniaco
- 1961 - Massimo Popolizio, attore, regista teatrale e doppiatore italiano
- 1961 - Cinzia Rampazzo, politica e ex nuotatrice italiana
- 1961 - Alberto Vaquina, politico mozambicano
- 1961 - Andrew Zimmern, conduttore televisivo statunitense
- 1962 - Federico Andreotti, autore televisivo e regista italiano
- 1962 - Paolo Di Laura Frattura, politico italiano
- 1962 - Krzysztof Hołowczyc, politico e pilota di rally polacco
- 1962 - Isabelle Laug, ex cestista francese
- 1962 - Jeff Miller, ex rugbista a 15, dirigente sportivo e allenatore di rugby a 15 australiano
- 1962 - Jacynthe Poirier, ex schermitrice canadese
- 1962 - Luca Salvagno, fumettista italiano
- 1962 - Nicola Selva, politico e ex velocista sammarinese
- 1962 - Pam Shriver, ex tennista statunitense
- 1962 - Claudia Zaczkiewicz, ex ostacolista tedesca
- 1963 - Anna Paola Concia, politica e attivista italiana
- 1963 - Bernhard Fahner, ex sciatore alpino svizzero
- 1963 - Ana Junyer, ex cestista e allenatrice di pallacanestro spagnola
- 1963 - Anicet Lavodrama, ex cestista centrafricano
- 1963 - Henri Leconte, ex tennista francese
- 1963 - Ute Lemper, cantante e attrice tedesca
- 1963 - Marco Marin, politico e ex schermidore italiano
- 1963 - Jan Mølby, dirigente sportivo e ex calciatore danese
- 1963 - Ni Xialian, tennistavolista cinese
- 1963 - Elisabetta Pierazzo, astronoma italiana († 2011)
- 1963 - Sonia Pierre, avvocatessa e attivista dominicana († 2011)
- 1963 - Luis Ramallo, allenatore di calcio e ex calciatore boliviano
- 1963 - Michael Sweet, cantante, chitarrista e pianista statunitense
- 1963 - Andrea Venturi, fumettista italiano
- 1964 - Rachel Ashley, ex attrice pornografica statunitense
- 1964 - Onofrio Barone, allenatore di calcio e ex calciatore italiano
- 1964 - Paolo Bianchi, scrittore, giornalista e traduttore italiano
- 1964 - Francesco Carofiglio, scrittore, architetto e artista italiano
- 1964 - Maurizio Codispoti, allenatore di calcio e ex calciatore italiano
- 1964 - Yohanes Harun Yuwono, arcivescovo cattolico indonesiano
- 1964 - Dīmītrīs Kleanthous, ex calciatore cipriota
- 1964 - Jeff Mayweather, ex pugile statunitense
- 1964 - Birgit Meineke, ex nuotatrice tedesca orientale
- 1964 - Edi Rama, politico, ex cestista e docente albanese
- 1964 - Elie Saab, stilista libanese
- 1964 - Mark Slaughter, cantante statunitense
- 1964 - John Vecchiarelli, ex hockeista su ghiaccio canadese
- 1965 - Veronica Alicino, attrice statunitense
- 1965 - Michael Emenalo, dirigente sportivo e ex calciatore nigeriano
- 1965 - Massimo Ferraiuolo, ex cestista e dirigente sportivo italiano
- 1965 - John Frawley, ex tennista australiano
- 1965 - Agostino Ghiglia, politico italiano
- 1965 - Sandra Giancola, ex schermitrice argentina
- 1965 - Harvey Grant, ex cestista e allenatore di pallacanestro statunitense
- 1965 - Horace Grant, ex cestista statunitense
- 1965 - Erik Johnsen, ex saltatore con gli sci norvegese
- 1965 - Kyriakos Karataïdīs, ex calciatore greco
- 1965 - Tracy Letts, drammaturgo e attore statunitense
- 1965 - Giancarlo Marocchi, dirigente sportivo, commentatore televisivo e ex calciatore italiano
- 1965 - Salvatore Mazzarano, calciatore italiano († 2024)
- 1965 - Regina, cantante slovena
- 1965 - Tomoko Tamura, politica giapponese
- 1965 - Gérard Watkins, attore e drammaturgo britannico
- 1965 - Inon Zur, compositore e musicista israeliano
- 1966 - Alessio Boni, attore italiano
- 1966 - Adrian Caldwell, ex cestista statunitense
- 1966 - Massimiliano Canzi, allenatore di calcio italiano
- 1966 - Mīnas Chatzidīs, ex calciatore tedesco
- 1966 - Massimo Cumbo, ex arbitro di calcio a 5 italiano
- 1966 - Alessandro Di Carlo, attore italiano
- 1966 - Mónica Fernández Balboa, politica messicana
- 1966 - Corrado Fumagalli, ex cestista italiano
- 1966 - Oren Moverman, sceneggiatore, regista e produttore cinematografico israeliano
- 1966 - Orio Scaduto, attore italiano
- 1966 - John Scales, ex calciatore inglese
- 1966 - Rosalia de Souza, cantante brasiliana
- 1967 - George Ackles, ex cestista statunitense
- 1967 - Michela Andreozzi, regista, attrice e conduttrice radiofonica italiana
- 1967 - Sébastien Deleigne, ex pentatleta francese
- 1967 - Dejan Đurđević, allenatore di calcio e ex calciatore serbo
- 1967 - Greg Kuperberg, matematico statunitense
- 1967 - Mohamed Sifaoui, giornalista, scrittore e regista francese
- 1968 - Jorge Alcaraz, ex calciatore paraguaiano
- 1968 - Polly Higgins, avvocato, scrittrice e attivista scozzese († 2019)
- 1968 - Frans Houben, ex cestista olandese
- 1968 - Mark Lenzi, tuffatore statunitense († 2012)
- 1968 - Derek Loville, ex giocatore di football americano statunitense
- 1968 - Dan Maffei, politico statunitense
- 1968 - Barbara Mussio, ex pattinatrice di short track italiana
- 1968 - Al'bert Pakeev, ex pugile russo
- 1968 - Simone Sello, chitarrista, produttore discografico e compositore italiano
- 1968 - Annabella Stropparo, mountain biker e ciclocrossista italiana
- 1968 - John Wilson, arcivescovo cattolico inglese
- 1969 - Midyphil Bermejo Billones, arcivescovo cattolico filippino
- 1969 - Jarrod Bunch, attore e ex giocatore di football americano statunitense
- 1969 - Pierre Guénette, taekwondoka canadese
- 1969 - Davide Lampugnani, ex calciatore italiano
- 1969 - Igor' Lobanov, ex slittinista russo
- 1969 - Todd Marinovich, ex giocatore di football americano statunitense
- 1969 - Tomoyasu Mimura, goista giapponese
- 1969 - Wilfred Mugeyi, allenatore di calcio e ex calciatore zimbabwese
- 1969 - Jordan Sonnenblick, scrittore statunitense
- 1969 - Giovanni Sorce, ex calciatore italiano
- 1969 - Vanderlei de Lima, ex maratoneta e mezzofondista brasiliano
- 1969 - Damien Eloi, tennistavolista francese
- 1970 - Andrej Čerkasov, ex tennista sovietico
- 1970 - Amy Charles, showgirl e cantante britannica
- 1970 - Koman Coulibaly, ex arbitro di calcio maliano
- 1970 - Ariel Di Pierro, ex giocatore di calcio a 5 uruguaiano
- 1970 - Fabrizio Fontana, comico, cabarettista e personaggio televisivo italiano
- 1970 - Vera Gemma, attrice e personaggio televisivo italiana
- 1970 - Jorge Jiménez, ex calciatore argentino
- 1970 - Park Ji-ho, ex calciatore sudcoreano
- 1970 - Tony Vidmar, allenatore di calcio e ex calciatore australiano
- 1970 - Doddie Weir, rugbista a 15 e dirigente d'azienda britannico († 2022)
- 1971 - Imanol Alguacil, allenatore di calcio e ex calciatore spagnolo
- 1971 - Gilles Boyer, politico francese
- 1971 - Alessandro Calzolari, ex ciclista su strada italiano
- 1971 - Kate Dickie, attrice scozzese
- 1971 - Andrej Fed'kov, ex calciatore russo
- 1971 - Martina Király, cantautrice e compositrice ungherese
- 1971 - Al Madrigal, attore statunitense
- 1971 - Jorge Arturo Mendoza, peruviano
- 1971 - Laura Migliacci, autrice televisiva, attrice e cantante italiana
- 1971 - Gianluca Plini, ex giocatore di calcio a 5 e dirigente sportivo italiano
- 1971 - José Vicente Quirante Rives, scrittore, poeta e avvocato spagnolo
- 1971 - Vítězslav Tuma, ex calciatore ceco
- 1971 - Ruby Wong, attrice e modella hongkonghese
- 1971 - Ned Zelić, ex calciatore australiano
- 1972 - Nina Badrić, cantante croata
- 1972 - Stephen Giles, canoista canadese
- 1972 - William Goldsmith, batterista statunitense
- 1972 - Stefan Jansen, ex calciatore olandese
- 1972 - Mike Knuble, ex hockeista su ghiaccio canadese
- 1972 - Nürken Mazbayev, ex calciatore kazako
- 1972 - Tomio Okamura, politico ceco
- 1972 - Claire Price, attrice inglese
- 1972 - Aleksej Širov, scacchista spagnolo
- 1972 - Karin Thürig, ex ciclista su strada e ex triatleta svizzera
- 1972 - Daisuke Yamanouchi, regista, sceneggiatore e produttore cinematografico giapponese
- 1973 - Elvis Bešlagič, hockeista su ghiaccio e allenatore di hockey su ghiaccio sloveno († 2013)
- 1973 - Gackt, cantautore, polistrumentista e attore giapponese
- 1973 - Daisuke Hirakawa, doppiatore giapponese
- 1973 - Michael Johnson, allenatore di calcio, dirigente sportivo e ex calciatore giamaicano
- 1973 - Vlada Jovanović, allenatore di pallacanestro serbo
- 1973 - Robert Kaumé, ex calciatore francese
- 1973 - Anželika Krylova, ex danzatrice su ghiaccio russa
- 1973 - Jan Magnussen, pilota automobilistico danese
- 1973 - Ana María Orozco, attrice colombiana
- 1973 - Tony Popović, allenatore di calcio e ex calciatore australiano
- 1973 - Laurence Trochu, politica francese
- 1974 - Marios Christodoulou, ex calciatore cipriota
- 1974 - Jill Craybas, ex tennista statunitense
- 1974 - Joël Curbelo, ex cestista portoricano
- 1974 - Loredana De Nardis, attrice italiana
- 1974 - Inara George, cantante e musicista statunitense
- 1974 - La'Roi Glover, ex giocatore di football americano statunitense
- 1974 - Adrian Griffin, allenatore di pallacanestro e ex cestista statunitense
- 1974 - Amos Mattio, poeta, scrittore e traduttore italiano
- 1974 - Denis Pankratov, ex nuotatore russo
- 1974 - Karole Rocher, attrice francese
- 1974 - Takeshi Tsujimura, pilota motociclistico giapponese
- 1974 - Mick Wingert, attore e doppiatore statunitense
- 1975 - Tania Davis, violinista australiana
- 1975 - Reinhard Divis, ex hockeista su ghiaccio austriaco
- 1975 - John Lloyd Young, attore e cantante statunitense
- 1975 - Awa III, arcivescovo cristiano orientale statunitense
- 1975 - Milan Osterc, ex calciatore sloveno
- 1975 - Tiago Pereira, ex calciatore portoghese
- 1975 - Lúcio Rosa, ex giocatore di calcio a 5 brasiliano
- 1975 - Chiara Simionato, pattinatrice di velocità su ghiaccio italiana
- 1975 - Taiyo Yamanouchi, attore e rapper italiano
- 1975 - Thierry Zig, ex cestista francese
- 1976 - Layne Beaubien, pallanuotista statunitense
- 1976 - Julius Bitok, ex maratoneta keniota
- 1976 - Marcel Jonker, attore, doppiatore e direttore del doppiaggio olandese
- 1976 - Daijirō Katō, pilota motociclistico giapponese († 2003)
- 1976 - Evgenija Medvedeva, ex fondista russa
- 1976 - Joan dos Santos Nunes, ex giocatore di calcio a 5 brasiliano
- 1976 - Salvatore Onelli, allenatore di pallamano e ex pallamanista italiano
- 1976 - Alessandro Ploner, sportivo italiano
- 1976 - Alessio Rimoldi, lunghista e golfista italiano
- 1976 - Marcelo Romero, allenatore di calcio e ex calciatore uruguaiano
- 1976 - Mayumi Yoshiyama, ex cestista giapponese
- 1977 - Themīs Agathokleous, ex calciatore cipriota
- 1977 - Alborosie, cantautore e beatmaker italiano
- 1977 - Orri Páll Dýrason, batterista islandese
- 1977 - Alejandra Gulla, ex hockeista su prato argentina
- 1977 - Allan Jepsen, allenatore di calcio e ex calciatore danese
- 1977 - Jonas Kjellgren, cantante, musicista e produttore discografico svedese
- 1977 - Rima Maktabi, conduttrice televisiva e giornalista libanese
- 1977 - Daniel Melo, ex tennista brasiliano
- 1977 - Einar Moen, pianista, tastierista e compositore norvegese
- 1977 - Paolo Mori, autore di giochi italiano
- 1977 - Sebastián Méndez, allenatore di calcio e ex calciatore argentino
- 1977 - Balázs Nikolov, ex calciatore ungherese
- 1977 - Axel Rauschenbach, ex pattinatore artistico su ghiaccio tedesco
- 1977 - Zheng Bin, allenatore di calcio e ex calciatore cinese
- 1978 - Shane Chapman, kickboxer e pugile neozelandese
- 1978 - Maria Giovanna Cherchi, cantautrice italiana
- 1978 - Marcos Daniel, ex tennista brasiliano
- 1978 - Adama Diakité, ex calciatore maliano
- 1978 - Tatjana Ječmenica, ex tennista e allenatrice di tennis jugoslava
- 1978 - Peter Mankoč, ex nuotatore sloveno
- 1978 - Michela Molinengo, ex pallavolista italiana
- 1978 - Fatima Moreira de Melo, hockeista su prato olandese
- 1978 - Émile Mpenza, ex calciatore belga
- 1978 - Yūsuke Murata, fumettista giapponese
- 1978 - Becki Newton, attrice statunitense
- 1978 - Ol'ga Ročeva, fondista russa
- 1979 - Vitalij Atjušov, hockeista su ghiaccio russo
- 1979 - Anthony Basso, calciatore francese († 2025)
- 1979 - Giovanni Cecini, storico italiano
- 1979 - Daniela Gioria, ex giocatrice di beach volley e pallavolista italiana
- 1979 - Pablo Heredia, attore argentino
- 1979 - Jung Sung-hoon, ex calciatore sudcoreano
- 1979 - Josh McCown, ex giocatore di football americano e allenatore di football americano statunitense
- 1979 - Fëdor Poliščuk, ex hockeista su ghiaccio kazako
- 1979 - Michael Smidt, ex hockeista su ghiaccio danese
- 1979 - Renny Vega, ex calciatore venezuelano
- 1980 - Satomi Arai, doppiatrice giapponese
- 1980 - Ivan Babikov, ex fondista russo
- 1980 - Selma Bajrami, cantante bosniaca
- 1980 - Benson Barus, maratoneta e mezzofondista keniota
- 1980 - Thomas J. Bergersen, compositore norvegese
- 1980 - Rune Bolseth, ex calciatore norvegese
- 1980 - Stephen Brun, ex cestista francese
- 1980 - Vladimir Buscaglia, ex cestista e allenatore di pallacanestro svizzero
- 1980 - Kim Chapiron, regista e sceneggiatore francese
- 1980 - Riccardo Filippelli, tiratore a volo italiano
- 1980 - Marc Lieb, pilota automobilistico tedesco
- 1980 - Ken'ichi Maeyamada, musicista, compositore e paroliere giapponese
- 1980 - Arlind Nora, ex calciatore albanese
- 1980 - Alpa Gun, rapper tedesco
- 1980 - Max Elliott Slade, attore statunitense
- 1981 - Adérito Waldemar Alves de Carvalho, ex calciatore angolano
- 1981 - Gene Bates, dirigente sportivo e ex ciclista su strada australiano
- 1981 - Brock Berlin, ex giocatore di football americano statunitense
- 1981 - Vladimer Boisa, ex cestista georgiano
- 1981 - Olga Chatzīnikolaou, cestista greca
- 1981 - Romain Gavras, regista francese
- 1981 - John Kongos, tastierista e fisarmonicista sudafricano
- 1981 - Elsa Lila, cantante albanese
- 1981 - Mladen Majdak, pallavolista montenegrino
- 1981 - Björn Melin, ex hockeista su ghiaccio svedese
- 1981 - Christoph Preuß, ex calciatore tedesco
- 1981 - Tahar Rahim, attore francese
- 1981 - Safaree Samuels, rapper, cantautore e personaggio televisivo statunitense
- 1982 - Daniel Arismendi, ex calciatore venezuelano
- 1982 - Adrián Boccia, cestista argentino
- 1982 - Vladimir Gusev, ciclista su strada russo
- 1982 - Hannah Harper, ex attrice pornografica britannica
- 1982 - Zoran Ljubinković, ex calciatore serbo
- 1982 - Hugo Machado, calciatore portoghese
- 1982 - Mo McRae, attore statunitense
- 1982 - Pablo Melo, ex calciatore uruguaiano
- 1982 - Monwell Randle, ex cestista statunitense
- 1982 - Antonio Reguero, calciatore spagnolo
- 1982 - Vinette Robinson, attrice britannica
- 1982 - Michael Sorrentino, personaggio televisivo e modello statunitense
- 1982 - Denis Vavilin, ex calciatore russo
- 1982 - Elena Šalamova, ex ginnasta russa
- 1983 - Fábio Bachega, ex giocatore di calcio a 5 brasiliano
- 1983 - Alessandro Bruno, allenatore di calcio e ex calciatore italiano
- 1983 - Errick Craven, ex cestista statunitense
- 1983 - Melanie Fiona, cantautrice canadese
- 1983 - Isabeli Fontana, supermodella brasiliana
- 1983 - Márcio Mossoró, ex calciatore brasiliano
- 1983 - Amantle Montsho, velocista botswana
- 1983 - Miguel Ángel Muñoz, attore e cantante spagnolo
- 1983 - Miguel Pinto, calciatore cileno
- 1983 - Mattia Serafini, ex calciatore italiano
- 1983 - Anja Spasojević, ex pallavolista serba
- 1983 - Thomas Ulvestad Vacas, ex giocatore di calcio a 5 e calciatore norvegese
- 1984 - Jin Akanishi, cantautore, attore e conduttore radiofonico giapponese
- 1984 - Matteo Della Bordella, alpinista e arrampicatore italiano
- 1984 - Zaid El Morabiti, allenatore di calcio a 5 e ex giocatore di calcio a 5 olandese
- 1984 - Marija Ermačkova, ballerina, personaggio televisivo e coreografa russa
- 1984 - João Gabriel da Silva, ex calciatore brasiliano
- 1984 - Kevin Harmse, ex calciatore sudafricano
- 1984 - Levon Kendall, ex cestista canadese
- 1984 - Lee Je-hoon, attore sudcoreano
- 1984 - Amine Ltaïef, ex calciatore tunisino
- 1984 - Damián Quintero, karateka spagnolo
- 1984 - Andrij Semenov, pesista e discobolo ucraino
- 1984 - Stéphane Tolar, pallavolista francese
- 1984 - Yū Yamada, attrice e modella giapponese
- 1985 - Philipp Achammer, politico italiano
- 1985 - Goran Antić, calciatore svizzero
- 1985 - Lartiste, rapper e cantante marocchino
- 1985 - Germán Araoz, rugbista a 15 argentino
- 1985 - Gábor Horváth, ex calciatore ungherese
- 1985 - Miguel Hurtado, calciatore boliviano
- 1985 - Dīmītrīs Mauroeidīs, ex cestista e dirigente sportivo greco
- 1985 - Moubarak Mfoihaia, ex calciatore francese
- 1985 - Lys Mouithys, ex calciatore congolese (Repubblica del Congo)
- 1985 - Ada Puliti, ex cestista italiana
- 1985 - Wason Rentería, ex calciatore colombiano
- 1985 - Hossein Ronaghi-Maleki, blogger e attivista iraniano
- 1985 - Rinalds Sirsniņš, cestista lettone
- 1985 - Philipp Wende, canottiere tedesco
- 1986 - Ömer Aşık, ex cestista turco
- 1986 - Marvin Bartley, allenatore di calcio e ex calciatore inglese
- 1986 - Denise, cantautrice e musicista italiana
- 1986 - Marte Elden, ex fondista e ex mezzofondista norvegese
- 1986 - Willem Janssen, ex calciatore olandese
- 1986 - Inārs Kivlenieks, slittinista lettone
- 1986 - Terrance Knighton, giocatore di football americano statunitense
- 1986 - Takahisa Masuda, attore e cantante giapponese
- 1986 - Luca Perri, astrofisico e divulgatore scientifico italiano
- 1986 - Jhon Pérez, schermidore venezuelano
- 1986 - Rodrigo Javier Salinas, calciatore argentino
- 1986 - Igor Tadić, ex calciatore svizzero
- 1986 - Mía Taveras, modella dominicana
- 1986 - Fanny Valette, attrice francese
- 1987 - Art'owr Avagyan, ex calciatore armeno
- 1987 - Wude Ayalew, maratoneta e mezzofondista etiope
- 1987 - Evgenij Baburin, cestista russo
- 1987 - Alexander Faltsetas, calciatore svedese
- 1987 - Chris James, ex calciatore neozelandese
- 1987 - Guram Kashia, calciatore georgiano
- 1987 - Corinna Kuhnle, canoista austriaca
- 1987 - Ater Majok, cestista australiano
- 1987 - Nemanja Milošević, cestista montenegrino
- 1987 - Markus Schairer, ex snowboarder austriaco
- 1987 - Misael Silva Jansen, calciatore brasiliano
- 1987 - Jason Smyth, atleta paralimpico irlandese
- 1987 - Cyril Tommasone, ginnasta francese
- 1987 - Andrej Zamkovoj, pugile russo
- 1988 - Andrea Bacchetti, poliziotto e ex rugbista a 15 italiano
- 1988 - Angelique Boyer, attrice e modella francese
- 1988 - Bárbara Micheline do Monte Barbosa, calciatrice brasiliana
- 1988 - Adam Chennoufi, ex calciatore svedese
- 1988 - Emanuel Dening, calciatore argentino
- 1988 - Gert Dockx, ex ciclista su strada belga
- 1988 - Abdelkhalek El-Banna, canottiere egiziano
- 1988 - Kurt Felix, multiplista grenadino
- 1988 - Grégory Gatignol, attore francese
- 1988 - Oskars Gudramovičs, slittinista lettone
- 1988 - Karl Hall, calciatore seychellese
- 1988 - Michelle Heyman, calciatrice australiana
- 1988 - Jing Ruixue, lottatrice cinese
- 1988 - Nina Kessler, ciclista su strada e pistard olandese
- 1988 - Conor MacNeill, attore, sceneggiatore e produttore cinematografico britannico
- 1988 - Mila Pavićević, scrittrice croata
- 1988 - Silvia Piva, ex calciatrice italiana
- 1988 - Reis, calciatore brasiliano
- 1988 - Jada Stevens, attrice pornografica statunitense
- 1988 - Stefano Tedesco, ostacolista italiano
- 1988 - Luke Thompson, attore britannico
- 1989 - Stefan Bacher, hockeista su ghiaccio austriaco
- 1989 - Benjamin Büchel, calciatore liechtensteinese
- 1989 - Nikola Čelebić, ex calciatore montenegrino
- 1989 - Emily Coutts, attrice canadese
- 1989 - Luca Cunti, hockeista su ghiaccio svizzero
- 1989 - Vojtěch Engelmann, calciatore ceco
- 1989 - Ignacio Fideleff, ex calciatore argentino
- 1989 - Patrick Groetzki, pallamanista tedesco
- 1989 - Benjamin Hübner, ex calciatore tedesco
- 1989 - Rodgers Kola, calciatore zambiano
- 1989 - Mark Lyons, cestista statunitense
- 1989 - Marvin McNutt, ex giocatore di football americano e allenatore di football americano statunitense
- 1989 - Alyssa Miller, supermodella statunitense
- 1989 - Giulia Pegoraro, ex cestista italiana
- 1989 - Andreas Romar, ex sciatore alpino finlandese
- 1989 - Fabiana da Silva Simões, calciatrice brasiliana
- 1989 - Christian Standhardinger, cestista tedesco
- 1989 - Aleksandr Stavpec, calciatore russo
- 1989 - Yoon Doo-joon, cantante e attore sudcoreano
- 1990 - Melissa Barrera, attrice messicana
- 1990 - Stine Borgli, ciclista su strada norvegese
- 1990 - Steven Camilleri, pallanuotista maltese
- 1990 - Shō Endō, sciatore freestyle giapponese
- 1990 - Jake Gardiner, hockeista su ghiaccio statunitense
- 1990 - Hans Gurbig, attore tedesco
- 1990 - Rosen Kolev, ex calciatore bulgaro
- 1990 - David Kross, attore tedesco
- 1990 - Joaquín Laso, calciatore argentino
- 1990 - Keita Machida, attore giapponese
- 1990 - Valérie Maltais, pattinatrice di short track e pattinatrice di velocità su ghiaccio canadese
- 1990 - Fredo Santana, rapper statunitense († 2018)
- 1990 - Lucas Vieira de Souza, ex calciatore brasiliano
- 1990 - Nicolás Vélez, ex calciatore argentino
- 1990 - Wei Pi-hsiu, ex arciera taiwanese